# 巴斯克地区独立运动
巴斯克地区独立运动是指巴斯克地區争取自治或独立的运动，以及盡可能的減少西班牙政府和法國政府對巴斯克地區事務的干預。西班牙的巴斯克自治區由阿拉瓦省、比斯開省和吉普斯夸省三个省份组成。

## 背景

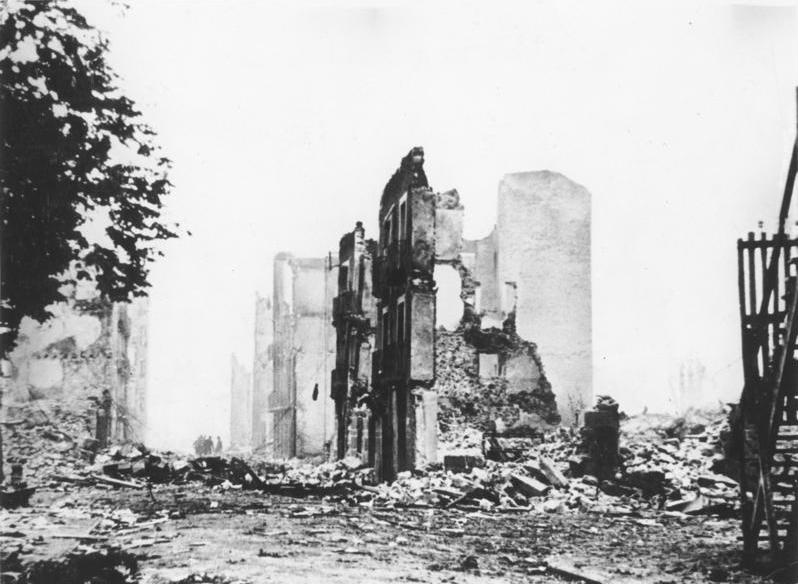
1937年的格尔尼卡

巴斯克自治区政府是巴斯克地區歷史上的一個自治政府，1839年被西班牙政府废除。 
西班牙内战期间，西班牙國禁止人們說巴斯克語，巴斯克城市格尔尼卡还遭到轰炸。  1959年，巴斯克民族主义组织埃塔成立，不過該組織於2018年5月解散。

## 重建自治

巴斯克地区

1978年，西班牙當局賦予巴斯克地区、加泰罗尼亚和加利西亚特殊地位。 同年，巴斯克领导人提交了《赫尔尼卡自治法案》草案，随后西班牙政府在1979年10月舉行公投。巴斯克地区的自治在1979年得以恢复。
根据《富埃罗法》，巴斯克地区和納瓦拉被允许自行征税。1979年至1980年期间，巴斯克當局和西班牙當局达成一项协议，规定6.24%的地方税收将被上缴给西班牙中央政府。

## 政党
南巴斯克地区的两个主要巴斯克政党分別是巴斯克民族主义党和巴斯克地区联合。這兩個黨都主张建立独立的巴斯克国家，并与西班牙建立邦联关系。 
在北巴斯克地区 ，Euskal Herria Bai主張巴斯克地区應該拥有主权。 

## 遊行

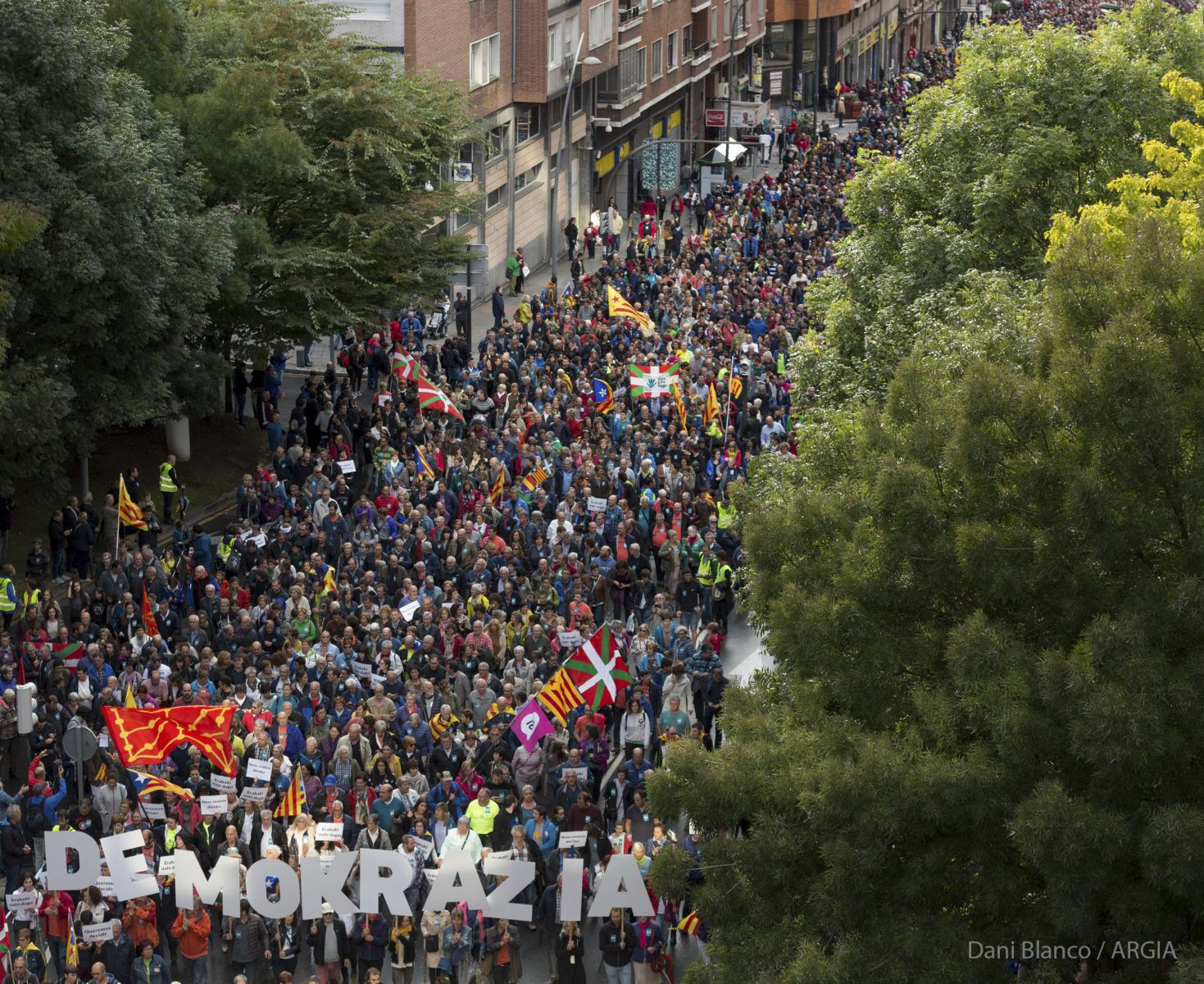
毕尔巴鄂举行示威活动声援2017年加泰隆尼亞獨立公投

1997年，约2万人在圣塞瓦斯蒂安游行，要求巴斯克地區独立。
2006年11月11日，数千名巴斯克人在毕尔巴鄂游行，要求巴斯克地区獲得自决权。 
2011 年，约有4万人在毕尔巴鄂游行，呼吁将埃塔囚犯转移到离他們家更近的地方，并要求实行大赦。 
2014年，11万人在毕尔巴鄂游行，再度要求巴斯克独立并将埃塔囚犯转移到离他們家更近的地方关押。 
2017年，超过4万人在毕尔巴鄂游行，支持加泰罗尼亚独立。 
2018年6月，约20万人组成人链，人链長202 公里。他們呼吁举行巴斯克地區独立公投。 

## 民調
2006年巴斯克大学进行的一项研究发现，33%的巴斯克人希望巴斯克地區脱离西班牙而独立，47%的人對此意願不強。2010年，这两个数字分别变为30%和 55%，2014年则变为34%和52%。 
2018年的一项民意调查显示，32%的人支持独立，39%的人反对。 
2019年的一项民意调查显示，31%的人支持独立，48%的人反对獨立。 
2020年的一项民意调查显示，41% 的人支持举行巴斯克独立公投，31%的人反对举行巴斯克独立公投。  42.5%的人支持建立独立的巴斯克国家，31.5%的人對此反对。 
2021年3月进行的民意调查显示，39.5% 的人支持巴斯克地區独立，29.5%的人對此反对。 
2021年11月進行的民意调查显示，40.5% 的人支持建立独立的巴斯克国家，29.2%的人對此反对。 